# Henry Thomas (Bluesmusiker)

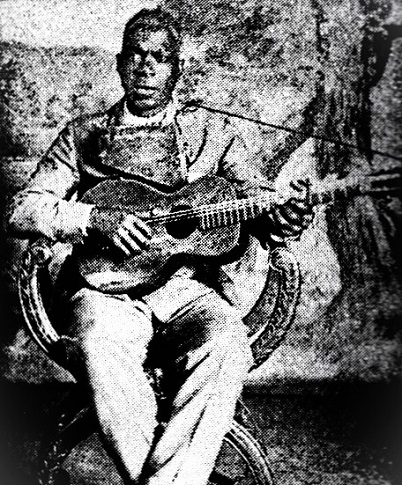
Henry Thomas

Henry Thomas (* vermutlich 1874; † nach 1929), auch bekannt als Ragtime Texas, war ein früher US-amerikanischer Blues-Gitarrist. Er gilt als der älteste afro-amerikanische Musiker, der eine beachtenswerte Anzahl von Aufnahmen hinterließ.
Über das Leben von Henry Thomas ist wenig bekannt. Zwischen 1927 und 1929 veröffentlichte er 23 Songs, darunter 8 Blues-Titel. Neben der Gitarre, die er eher wie ein Banjo spielte, verwendete er „quills“, eine Art afro-amerikanische Panflöte.
Zu seinen bekanntesten Stücken gehört der Bull Doze Blues, der später von der Band Canned Heat zu Going Up The Country umgearbeitet wurde. Don’t Ease Me In wurde von Grateful Dead aufgenommen.

## Die quills-Flöte
Eine Analyse anhand des Liedes Bull-doze Blues lässt eine Flöte mit mindestens acht Pfeifen rekonstruieren, die folgende Töne aufweist:
```
 d#(oder e) f g# a# (h) c d'# f' g#
```

Dies entspricht einer pentatonischen Tonleiter in F moll bzw. G#-Dur. Die ungewöhnliche Tonart ist wahrscheinlich ursprünglich eine G-Dur-Pentatonik; die Aufnahmen klingen jedoch höher, da sie beschleunigt wurden, um dem Lied mehr Schwung zu geben. Die Pfeifen waren vermutlich aus der Bambus-Art Arundinaria gigantea, die vor allem in den Südstaaten der USA verbreitet ist.

## Liste aller Songs
Henry Thomas nahm insgesamt 24 Lieder für Vocalion Records auf, 23 wurden veröffentlicht.
Die folgende Tabelle lässt sich z. B. nach Veröffentlichungsdatum und Aufnahmedatum sortieren:
| Veröffentlichungsjahr | A-Seite                                   | B-Seite                                       | Aufnahmedatum | Label, Nr.    | Aufnahmeort | Instrumente      |
| --------------------- | ----------------------------------------- | --------------------------------------------- | ------------- | ------------- | ----------- | ---------------- |
| 1927                  | John Henry                                | Cottonfield Blues                             | 5. Juli 1927  | Vocalion 1094 | Chicago     | voc, git, quills |
| 1927                  | The Fox and the Hounds                    | Red River Blues                               | 5. Okt. 1927  | Vocalion 1137 | Chicago     | voc, git, quills |
| 1927                  | The Little Red Caboose                    | Bob McKinney                                  | 5. Okt. 1927  | Vocalion 1138 | Chicago     | voc, git, quills |
| 1927                  | Shanty Blues                              | Woodhouse Blues                               | 7. Okt. 1927  | Vocalion 1139 | Chicago     | voc, git         |
| 1927                  | Jonah in the Wilderness                   | When the Train Comes Along                    | 7. Okt. 1927  | Vocalion 1140 | Chicago     | voc, git         |
| 1927                  | Honey, Won't You Allow Me One More Chance | Run, Mollie, Run                              | 7. Okt. 1927  | Vocalion 1141 | Chicago     | voc, git, quills |
| 1928                  | Don’t Ease Me In                          | Texas Easy Street Blues                       | 13. Juni 1928 | Vocalion 1197 | Chicago     | voc, git         |
| 1928                  | Bull-Doze Blues                           | Old Country Stomp                             | 13. Juni 1928 | Vocalion 1230 | Chicago     | voc, git, quills |
| 1928                  | Texas Worried Blues                       | Fishing Blues                                 | 13. Juni 1928 | Vocalion 1249 | Chicago     | voc, git, quills |
| 1928                  | Arkansas                                  | Georgia Tom and Tampa Red, Lonesome Man Blues | 1. Juli 1927  | Vocalion 1286 |             | voc, git         |
| 1929                  | Railroadin' Some                          | Don’t Leave Me Here                           | 7. Okt. 1929  | Vocalion 1443 | Chicago     | voc, git, quills |
| 1929                  | Charmin' Betsy                            | Lovin' Babe                                   | 7. Okt. 1929  | Vocalion 1468 | Chicago     | voc, git, quills |

## Veröffentlichungen
- Henry Thomas - Texas Worried Blues: Complete Recorded Works 1927–1929 bei Yazoo (1989)